# Komyšuvacha (Kramatorský rajón)
Komyšuvacha (ukrajinsky Комишуваха, rusky Камышеваха – Kamyševacha) je sídlo městského typu v Doněcké oblasti na Ukrajině.  K roku 2013 měla bezmála pět set obyvatel.

## Poloha a doprava
Komyšuvacha leží v severní části Doněcké oblasti na potoce Balka Buzovata přibližně šest kilometrů západně od sídla městského typu Malotaranivka, odkud vede do Komyšuvachy jediná silnice. Od Doněcku, správního střediska oblasti, je vzdálena přibližně osmdesát kilometrů severně, a od Kramatorsku, správního střediska rajónu, přibližně dvanáct kilometrů jihozápadně.

## Dějiny
Komyšuvacha byla založena v roce 1902. Sídlem městského typu je od roku 1962.